# Trận Cophenhagen (1801)
Trận Copenhagen (tiếng Đan Mạch: slaget på Reden) là một trận đánh giữa hạm đội Hải quân Hoàng gia Anh,dưới sự chỉ huy của Đô đốc Sir Hyde Parker, và hạm đội liên minh Đan Mạch và Na Uy,dưới sự chỉ huy của Olfert Fischer và Steen Andersen Bille, đang thả neo gần Copenhagen vào ngày 2 tháng 8 năm 1801. Kết quả hải quân Anh đã chiến thắng về mặt chiến thuật trước hải quân Đan Mạch và Na Uy. Trong trận này, Phó Đô đốc Horatio Nelson chỉ huy đội tàu Anh đánh chính. Ông nổi tiếng vì đã chống lệnh rút lui của Hyde Parker bằng cách dùng mắt mù để nhìn tín hiệu từ tàu của Parker. Tuy Parker đã cho phép Nelson được tùy ý rút lui nhưng Nelson từ chối. Quyết định tiếp tục đánh đã khiến cho hải quân Anh diệt nhiều tàu Đan Mạch và Na Uy trước khi một thỏa hiệp giữa hai phe được đưa ra. Trận Copenhagen thường được xem là trận đánh dữ dội nhất trong sự nghiệp của Nelson.